# El viaje (película de 1942)
 El viaje  es una película de Argentina en blanco y negro dirigida por Francisco Mugica según el guion de Sixto Pondal Ríos y Carlos Olivari con adaptación de Francisco Oyarzábal que se estrenó el 14 de octubre de 1942 y tuvo como protagonistas a Mirtha Legrand, Roberto Airaldi, Aída Luz y Silvana Roth.

## Sinopsis
La madre y hermanos de una joven que vive en Córdoba y que ignora que está enferma tratan de evitar su romance con un ingeniero.

## Comentarios
Manrupe y Portela escribieron que es una novelita rosa con un final trágico infrecuente en la época. La crónica de La Razón dijo:

Realización acertada y detalles gratos...su final dramático no deja de causar desconcierto como remate de una comedia que se desarrolla en toda su extensión en un tono riente, amable, de fresco romance juvenil"

Por su parte el crítico Calki opinó en El Mundo:

"Francisco Mugica, director familiar, se anima y sale de casa. El viaje es...su primer film con exteriores. Pero aunque recurre con frecuencia a bellos paisajes serranos, corre a sentar sus personajes en sillones y a refugiar la acción entre cuatro paredes".

## Reparto
Intervinieron en el filme los siguientes intérpretes:
- Mirtha Legrand ... Alicia  Castro
- Roberto Airaldi ... Ing. Julio Aráoz
- Aída Luz ... Nora Castro
- Silvana Roth ... Mecha Castro
- Ana Arneodo ... Doña Mercedes de Castro
- Tito Gómez ... Pirucho
- María Esther Buschiazzo ... Teresa
- Carlos Betoldi
- Enrique Salvador ... Ignacio
- Carlos Castro Madero
- Sofía Merli
- Juan Bazán
- Carlos Ledesma
- Carlos Sáirez
- Mercedes R. de Agüero
- Carlos Villoldo